# شهرستان قره‌بودوخ‌کنتسکی
شهرستان قره‌بودوخ‌کنتسکی (به لاتین: Karabudakhkentsky District) یک منطقهٔ مسکونی در روسیه است که در داغستان واقع شده‌است.